# Jeanne Beaufort (1404-1445)
Pour les articles homonymes, voir Jeanne Beaufort, Maison de Beaufort et Beaufort.
Titres
Régente du Royaume d'Écosse
1437 – 1439
Reine consort d'Écosse
2 février 1424 – 21 février 1437
(13 ans et 19 jours)
Jeanne Beaufort, née vers 1404 et morte le 15 juillet 1445, est une noble anglaise, reine d'Écosse par son mariage avec le roi Jacques Ier Stuart. De 1437 à 1439, elle a été régente d'Écosse au début de la minorité de son fils Jacques II.

## Biographie

### Jeunesse
Elle est fille de Jean Beaufort, comte de Somerset et de Marguerite Holland, et nièce du roi d'Angleterre Henri IV, dont Jean Beaufort est le demi-frère. Jacques d'Écosse tombe amoureux d'elle alors qu'il est prisonnier en Angleterre (de 1406 à 1424). Elle lui inspire vraisemblablement le long poème The Kingis Quair qui évoque sa captivité. Le puissant clan Beaufort, ainsi que la reine Catherine, font pression sur le roi Henri V, pour qu'il le libère en vue d'un mariage. Il est convenu que la dot sera soustraite du montant de la rançon.

### Reine d'Écosse
Le 2 février 1424, au prieuré de Southwark (l'actuelle cathédrale de Southwark), Jeanne épouse Jacques Ier Stuart. Après des festivités au palais de Winchester avec son oncle, le cardinal Henri Beaufort, elle rejoint la même année (1424) son mari, de retour en Écosse après sa longue captivité. Lors de son couronnement à Scone, il reçoit l'allégeance de ses vassaux qui doivent aussi prêter serment à Jeanne. Elle plaide souvent auprès du roi la cause des personnes condamnées à être exécutées. Le couple a huit enfants, dont le futur roi Jacques II et Marguerite, première épouse de Louis XI de France.

### Régente d'Écosse
Après l'assassinat de Jacques Ier au couvent de Perth en 1437, Jeanne assure la régence pour son fils Jacques II, âgé de six ans ; mais la perspective d'être dirigés par une femme — et de plus une anglaise — est impopulaire, et le comte de Douglas est nommé corégent. Afin d'échapper à la domination de William Crichton, elle quitte Édimbourg pour le château de Stirling sous la protection de Alexander Livingston. Lorsque Crichton et Livingston font la paix, elle s'allie avec Sir James Stewart, « le Chevalier Noir de Lorn », qu'elle épouse le 21 septembre 1439 après avoir obtenu une dispense du pape pour consanguinité (Stewart étant un parent du roi Jacques Ier). Emprisonnée, Jeanne est libérée lorsqu'elle renonce à la régence. Elle meurt en 1445 et est enterrée, aux côtés de son premier mari, dans le couvent des Chartreux de Perth qu'il avait fondé. Les édifices religieux de Perth et le tombeau royal ont été détruits en 1559, à l'époque de la Réforme écossaise.

## Mariages et descendance
En 1424, elle épouse le roi Jacques Ier d'Écosse, duquel elle a huit enfants :
- Marguerite (1424-1445), mariée en 1436 au dauphin Louis, futur Louis XI de France[2] ;
- Isabelle (1426-1494), mariée en 1442 au duc François Ier de Bretagne[2] ;
- Jeanne, mariée en 1440 à James Douglas, comte d'Angus (mort en 1446), puis vers 1459 à James Douglas, comte de Morton (mort en 1493) ;
- Marie (1428-1465), comtesse de Buchan, mariée vers 1444 à Jean de Borsele ;
- Alexandre, duc de Rothesay (1430-1430) ;
- Jacques II (1430-1460)[2] ;
- Annabelle, mariée en 1447 à Louis de Savoie, comte de Genève (divorce en  1458), puis à Georges Gordon, 2e comte d'Huntly ;
- Éléonore (1433-1480), mariée en 1449 au duc Sigismond d'Autriche[2].

Elle se remarie en 1439 avec James Stewart de Lorne, d'où trois enfants :
- John Stuart (vers 1440-1512), 1er comte d'Atholl (8e création) ;
- James Stewart (1442-1499), comte de Buchan (3e création) ;
- Andrew Stewart, évêque de Moray.